# Nuclear Threat Initiative
Die Nuclear Threat Initiative (NTI) ist eine Non-Profit-Organisation in Washington, D.C., die sich für die internationale Friedenssicherung durch die Verhinderung katastrophaler Attacken oder Unfälle mit Massenvernichtungswaffen einsetzt – insbesondere nuklearen, biologischen und chemischen Waffen. NTI wurde im Januar 2001 von Ted Turner, dem Gründer des amerikanischen Fernsehsenders CNN, und dem Ex-Senator Sam Nunn gegründet.

## Projekte
Alle Projekte von NTI fallen in einen der folgenden fünf Arbeitsbereiche: Globale Nuklearpolitik, nuklearer Terrorismus, Cyber, Biosicherheit und radiologische Sicherheit.
NTI erregte in den frühen 2010er Jahren in Deutschland Medienaufmerksamkeit mit der Veröffentlichung des Nuclear Security Index, einer globalen Messzahl für nukleare Sicherheit. In Kooperation mit dem Center for Health Security der Johns-Hopkins-Universität und der Economist Intelligence Unit entwickelte NTI auch den Global Health Security Index. Dabei handelt es sich um die Ergebnisse einer weltweiten Untersuchung des Vorbereitungsstands zum Umgang mit Epidemien und Pandemien in 195 Ländern.
Im November 2021 veröffentlichte die NTI in Kooperation mit der Münchener Sicherheitskonferenz die Ergebnisse einer „Übung zur Stärkung der globalen Systeme zur Vorbeugung und Reaktion auf ‚Biologische Bedrohungen von hoher Tragweite‘“. Die Übung basierte auf einem fiktiven Szenario, in dem eine globale Pandemie mit einem ungewöhnlichen Stamm des Affenpockenvirus dargestellt wurde, die am 15. Mai 2022 ausbrechen sollte. Da um dieses Datum tatsächlich ein Affenpocken-Ausbruch in vielen Ländern auftrat, kam es insbesondere in sozialen Medien zu Spekulationen, dass dieser Ausbruch geplant gewesen sei. Das NTI veröffentlichte deshalb zur Klarstellung eine Stellnahme auf seiner Webseite.